# Ruth Ellis
Cet article concerne la dernière femme à être exécutée au Royaume-Uni. Pour la militante américaine, voir Ruth Ellis (militante).
Pour les articles homonymes, voir Ellis.
Ruth Ellis (née Hornby le 9 octobre 1926 à Rhyl - morte le 13 juillet 1955 à Londres) fut la dernière femme à être exécutée au Royaume-Uni. Reconnue coupable du meurtre de son amant David Blakely, elle fut pendue à la Prison d'Holloway de Londres par Albert Pierrepoint.

## Biographie
Ruth Ellis naît dans la petite ville de Rhyl, située au nord du pays de Galles, troisième d’une famille de six enfants. Son père, Arthur Hornby, est violoncelliste à Manchester et passe une grande partie de son temps à jouer sur les paquebots de croisière traversant l'Atlantique. Sa mère Elisaberta (Bertha) Cothals est une citoyenne belge vivant au Royaume-Uni. Son père la viole lorsqu'elle atteint la puberté ; il avait auparavant violé sa sœur aînée. 
Elle commence des études secondaires au Fairfields Senior Girls' School de Basingstoke, qu'elle quitte à quatorze ans pour devenir serveuse.
En 1941, peu de temps après le Blitz, Ruth et sa famille s’installent à Londres. En 1944 à 17 ans elle accouche d’un fils, Clare Andrea (connu sous le diminutif de « Andy »), né d’une liaison avec un soldat canadien, puis découvre que celui-ci est marié et a deux enfants au Canada où il est retourné. Il assumera financièrement sa paternité pendant un an, en envoyant de l’argent à Ruth, puis cessera tout contact.
Par la suite, Ruth devient hôtesse nue dans une boîte de nuit, activité mieux rémunérée que les emplois de bureau et d’usine qu’elle avait occupés auparavant en sortant de l’école.

Cependant, son patron Morris Conley, souteneur surnommé « le crapaud », exerce un chantage constant sur ses employées pour qu’elles couchent avec lui.
Ruth est de nouveau enceinte lorsqu’elle se livre à la prostitution, mais arrive à se faire avorter illégalement au troisième mois de grossesse.
Le 8 novembre 1950, elle épouse George Ellis, un dentiste de 41 ans lui-même divorcé, client de la boite de nuit où elle travaille, et déjà père de deux garçons. Alcoolique violent, jaloux et possessif, il est convaincu que Ruth entretient une liaison extra-conjugale et leur mariage se détériore rapidement. Le couple a néanmoins un enfant, une fille prénommée Georgina née en 1951, que Georges refuse cependant de reconnaître. Ruth et Georges se séparent peu de temps après.
Un peu avant la naissance de Georgina, Ruth fait une courte apparition (non créditée) dans un film de Frank Launder, Lady Godiva Rides Again où son amie Diana Dors joue aux côtés de Dennis Price et Dana Wynter.
Ruth, alors âgée de 25 ans et mère de deux enfants, retourne vivre chez ses parents.
En 1953, son patron Morris Conley la nomme gérante d’une discothèque fréquentée par de nombreuses célébrités. C’est à cette époque que le coureur automobile Mike Hawthorn lui présente un autre coureur, David Blakely, un garçon de bonne éducation de trois ans plus jeune qu’elle, mais gros buveur et violent. Elle en tombe aussitôt amoureuse et quelques semaines plus tard Blakely, tout en poursuivant sa liaison avec une autre femme, Mary Dawson, vient s'installer dans l’appartement de Ruth situé au-dessus du club. Enceinte une quatrième fois, elle avorte, persuadée qu'à défaut Blakeley la quitterait.
Elle commence alors à fréquenter un ancien pilote de bombardier de la RAF, Desmond Cussen. Elle emménage chez lui, à Egerton Gardens dans Knightsbridge, lorsqu'elle perd son emploi de gérante. Elle continue néanmoins à voir Blakely, mais les relations entre eux sont violentes, chacun ne supportant pas que l’autre puisse entretenir d’autres liaisons. À la suite d'un violent coup de poing que Blakely lui assène au ventre lorsqu'elle lui annonce être enceinte, Ruth perd le cinquième enfant qu’elle attend. N'acceptant pas la mort de son enfant, Desmond Cussen la convainc d'éliminer Blakely, lui prête son P 38 et lui apprend à tirer, ce que Ruth ne confiera que quelques heures avant d'être pendue.
Dans la nuit du dimanche de Pâques du 10 avril 1955 vers 21 h 30, Cussen conduit Ellis à Hampstead. Là, alors que David Blakely sort d’un pub de South Hill Park en compagnie de son ami Clive Gunnell, Ellis le tue de quatre balles calibre 38 (dont trois à bout portant alors que Blakely est à terre ; la première balle le rate et la dernière balle du barillet sectionnera le pouce d'une passante.
L'assassinat peut être considéré comme un crime passionnel mais au cours de son procès, elle n'explique pas le contexte mais reconnait en revanche la préméditation. De plus sa chevelure blonde peroxydée fait mauvaise impression. Le jury ne délibère que quatorze minutes avant de la reconnaître coupable de meurtre, crime qui selon la loi en vigueur en 1955, entraîne une condamnation automatique à la peine de mort sans aucun pouvoir discrétionnaire de la part du juge ou du jury.
Sa condamnation à mort fait débat en Grande-Bretagne dans le contexte des élections générales de 1955, que les Conservateurs vont remporter avec un programme, entre autres, favorable à la peine capitale. 
Après rejet de l'appel, seul le Home Secretary dispose de la possibilité de commuer la peine. Le jour de son exécution, un éditorialiste du Daily Mirror écrit un papier célèbre attaquant la condamnation. Une pétition demandant la clémence recueille 50 000 signatures et est envoyée au Home Office, mais le conservateur Gwilym Lloyd George la rejette. Le romancier Raymond Chandler, qui vit alors en Grande-Bretagne, publie une lettre dans le London Evening Standard dans laquelle il décrit cette condamnation comme « la sauvagerie médiévale de la loi ».
Plusieurs tentatives de réhabilitation pour casser le jugement sont menées durant plusieurs années, sans succès. En 2003, la cour d'appel d'Angleterre et du pays de Galles rejette une demande de pardon formulée par la sœur de Ruth, Muriel Jakubait, auteur de l'ouvrage Ruth Ellis : My Sister's Secret Life.

## Dans la culture
Le film britannique Un crime pour une passion (Dance with a Stranger) de Mike Newell s'inspire de son histoire.
Le roman de Didier Decoin paru en 2013 La pendue de Londres raconte l'histoire de Ruth Ellis.

## Source
- (en) Cet article est partiellement ou en totalité issu de l’article de Wikipédia en anglais intitulé « Ruth Ellis » (voir la liste des auteurs).